# Duško Čelica
Duško Čelica (né le 16 août 1986), est un joueur de handball bosnien évoluant au poste d'arrière gauche au club du RK Zagreb. Il évolue aussi au sein de l'équipe nationale de Bosnie-Herzégovine.